# جیمبو (انیمیشن)
جیمبو و جت ست یا جیمبو (به انگلیسی: Jimbo and the Jet-Set) یک سریال کارتونی بریتانیایی هست که در سال ۱۹۸۰ منتشر شد. کارگردان این سریال کارتونی کیت لرنر می‌باشد.

## صداپیشگان نسخۀ فارسی
- مهوش افشاری در نقش جیمبو
- تورج نصر
- مهدی آرین‌نژاد